# Gare de Fouday
Gare de Fouday vasútállomás Franciaországban, Fouday településen.

## Vasútvonalak
Az állomást az alábbi vasútvonalak érintik:
- Strasbourg–Saint-Dié-vasútvonal

## Kapcsolódó állomások
A vasútállomáshoz az alábbi állomások vannak a legközelebb:
- Gare de Saint-Blaise-Roche-Poutay
- Gare de Rothau